# Parque de la Alameda (Jaén)
El parque de la Alameda, también conocido como la alameda de Capuchinos, es uno de los principales parques de la ciudad de Jaén, así como el más antiguo, remontándose su origen hasta el año 1577.
Los frailes capuchinos, propietarios de los terrenos, destinaron parte de la zona de huertos para plantar árboles, configurándose a partir del siglo XVIII la avenida central, el paseo de carruajes y varias mejoras impulsadas por el deán Martínez de Mazas. Entre los años 1848 y 1862 el parque se amplió bajo la dirección del arquitecto Vicente Troyano Salaverry, quien le dio su actual trazado rectangular acabado en semicírculos, añadiendo los bancos de piedra y las fuentes en forma de plato.
Tras la Guerra Civil adoptó en nombre de Alameda de Calvo Sotelo, recuperando su nombre original en 2009. En el año 2014 volvió a cambiar su nombre por el de Alameda de Adolfo Suárez.
Se sitúa al lado del convento de las Bernardas y frente a la plaza de toros, y alberga en su interior un auditorio y hasta el año 2010 el Club Hípico de Jaén, demolido para ser sustituido por un aparcamiento inconcluso.

## Vegetación
Posee un esquema básico de ajardinamiento basado en coníferas y frondosas de hoja caduca y perenne. Entre las coníferas, es posible encontrar abetos, cedros, pinos, cipreses y tuyas. Con respecto a las caducifolias, se pueden ver falsos plátanos, moreras de papel, árboles del amor y piazos. Por último, entre las perennes destacan el pitosporo, la fotinia, el laurel-cerezo, algarrobo, etc., además de las palmeras. Existe un gran número de especies arbustivas, en forma de seto o en masa, que se distribuyen por los parterres entre los árboles: spirea, contoneaster, coronilla, evónimos, boj, etc.

## Usos
El parque recibe varios usos extraordinarios en distintas épocas del año. En su auditorio se celebraban anualmente los ciclos de rock de Jaén, conciertos del festival Lagarto Rock, y otras actuaciones puntuales. También se celebran cada verano ciclos de cine al aire libre.